# 高加索戰役 (第一次世界大戰)
高加索戰役（Caucasus Campaign）是指在第一次世界大戰期間，鄂圖曼土耳其帝國和俄羅斯帝國在高加索至小亞細亞東部地區的戰爭。俄國革命之後，由亞塞拜然亞美尼亞裏海艦隊中央委員會獨裁政權和大英帝國接替俄國繼續作戰。1918年3月3日，俄國和土耳其簽訂布列斯特-立陶夫斯克條約，兩國停戰。6月4日，土耳其也和亞美尼亞停戰。但土耳其和裏海艦隊中央委員會獨裁政權及亞美尼亞山區共和國和大英帝國則直到1918年10月30日才停戰。

## 外部連結
- Caucasus pages of 'Turkey in WW1' web site